# 울티메이트 히어로
《울티메이트 히어로》(Ultimate Hero)는 중국에서 제작된 추이 레이, 드래곤 첸 감독의 2016년 액션, 스릴러 영화이다. 2016년 8월 19일 베이징 환잉 스다이 미디어를 통해 중국에 개봉되었다.

## 캐스팅
- Dragon Chen[1]
- Alexandre Bailly[1]
- Luc Bendza[1]
- Zeddy Benson[1]
- Gian Derek[1]
- Warwica Gilles[1]
- Doug Babaru[1]
- Israel[1]
- Liu Yongqi[1]
- Yu Zhenhuan[1]